# Ивановский сельсовет (Сампурский район)
Ивановский сельсовет — муниципальное образование со статусом сельского поселения в Сампурском районе Тамбовской области.
Административный центр — село Ивановка.

## История
В соответствии с Законом Тамбовской области от 17 сентября 2004 года № 232-З установлены границы муниципального образования и статус сельсовета как сельского поселения.
В соответствии с Законом Тамбовской области от 24 мая 2013 года № 271-З в состав сельсовета включён упразднённый Первомайский сельсовет.

## Население
| 2010  | 2012  | 2013  | 2014  | 2015  | 2016  | 2017  |
| ----- | ----- | ----- | ----- | ----- | ----- | ----- |
| 1488  | ↘1430 | ↘1370 | ↗2612 | ↘2541 | ↘2496 | ↘2451 |
| 2018  | 2019  | 2020  | 2021  |       |       |       |
| ↘2405 | ↘2374 | ↘2320 | ↗2452 |       |       |       |

## Состав сельского поселения
| №  | Населённый пункт                      | Тип населённого пункта       | Население |
| -- | ------------------------------------- | ---------------------------- | --------- |
| 1  | Александровка                         | деревня                      | 112       |
| 2  | Анновка                               | деревня                      | 106       |
| 3  | Гавриловка                            | деревня                      | 7         |
| 4  | Золотухинский                         | посёлок                      | 7         |
| 5  | Ивановка                              | село, административный центр | 1157      |
| 6  | Марьевка (отделение совхоза «Россия») | деревня                      | 247       |
| 7  | Марьевка                              | деревня                      | 225       |
| 8  | Никольский                            | посёлок                      | 21        |
| 9  | Первомайское                          | село                         | 222       |
| 10 | Понзари                               | село                         | 9         |
| 11 | Сергеевка                             | посёлок                      | 27        |
| 12 | совхоза «Россия»                      | посёлок                      | 762       |